# Afrique du Sud aux Jeux paralympiques d'été de 2016
L'Afrique du Sud participe aux Jeux paralympiques d'été de 2016 à Rio de Janeiro. Il s'agit de la onzième participation de ce pays aux Jeux paralympiques d'été.

## Médaillés

### Médailles d’or
| Sport      | Discipline                   | Athlète(s)         | Performance | Date |
| ---------- | ---------------------------- | ------------------ | ----------- | ---- |
| Athlétisme | 100 m hommes T37             | Charl du Toit      |             |      |
| Athlétisme | 400 m hommes T37             | Charl du Toit      |             |      |
| Athlétisme | 400 m hommes T38             | Dyan Buis          |             |      |
| Athlétisme | Saut en longueur hommes T12  | Hilton Langenhoven |             |      |
| Athlétisme | Lancer de javelot hommes F38 | Reinhardt Hamman   |             |      |
| Cyclisme   | Course sur route hommes H5   | Ernst van Dyk      |             |      |
| Natation   | 100 m brasse hommes SB9      | Kevin Paul         |             |      |

### Médailles d’argent
| Sport      | Discipline       | Athlète(s)         | Performance | Date |
| ---------- | ---------------- | ------------------ | ----------- | ---- |
| Athlétisme | 100 m femmes T13 | Ilse Hayes         |             |      |
| Athlétisme | 400 m femmes T13 | Ilse Hayes         |             |      |
| Athlétisme | 100 m hommes T12 | Jonathan Ntutu     |             |      |
| Athlétisme | 200 m hommes T42 | Ntando Mahlangu    |             |      |
| Athlétisme | 200 m hommes T12 | Hilton Langenhoven |             |      |
| Athlétisme | 400 m femmes T47 | Anrune Liebenberg  |             |      |

### Médailles de bronze
| Sport      | Discipline                   | Athlète(s)          | Performance | Date |
| ---------- | ---------------------------- | ------------------- | ----------- | ---- |
| Athlétisme | 100 m hommes T37             | Fanie van der Merwe |             |      |
| Athlétisme | Lancer de poids hommes T42   | Tyrone Pillay       |             |      |
| Athlétisme | Lancer de javelot femmes F54 | Zanele Situ         |             |      |
| Athlétisme | Saut en longueur hommes T38  | Dyan Buis           |             |      |